# Naranjal (kanton)
Naranjal – kanton w prowincji Guayas, w Ekwadorze. Stolicą kantonu jest Naranjal.